# Klasse A 1911/12
Die Klasse A 1911/12 war die 3. Spielzeit der höchsten luxemburgischen Fußballliga.
Vier Teams nahmen an der Meisterschaft teil. US Hollerich/Bonneweg gewann den ersten Titel.

## Tabelle
| Pl. | Verein                      | Sp. | S | U | N | Tore    | Diff. | Punkte |
| --- | --------------------------- | --- | - | - | - | ------- | ----- | ------ |
| 1.  | US Hollerich/Bonneweg       | 6   | 3 | 2 | 1 | 021:100 | +11   | 08:40  |
| 2.  | Sporting Club Luxemburg (M) | 6   | 3 | 2 | 1 | 024:900 | +15   | 08:40  |
| 3.  | Racing Club Luxemburg       | 6   | 3 | 1 | 2 | 023:110 | +12   | 07:50  |
| 4.  | Daring Club Eich            | 6   | 0 | 1 | 5 | 005:430 | −38   | 01:11  |

- Sporting Club Luxemburg trat zum Play-off-Finale nicht an. US Hollerich/Bonneweg wurde daraufhin zum Meister erklärt.

| (M) | amtierender Meister |